# Ellbach (Rot)
Der Ellbach entspringt auf der Gemarkung Unterschwarzach von Bad Wurzach rund 500 m nördlich von Übelhör, nach rund 50 m fließt er auf die Gemarkung Ellwangen, welches grob 800 m nördlich gelegen ist, einem Teilort der Gemeinde Rot an der Rot im Landkreis Biberach in Oberschwaben.
Seit 2015 verläuft von Ellwangen nach Wirrenweiler ein Radweg.

## Verlauf
Auf der Höhe der Wohnplätze Sandbauer, Übelhör, Laienbauer und Umbrecht, die sich teilweise im Landkreis Ravensburg befinden, zwischen den Waldstücken mit dem Namen Langholz und Banwald, liegt das Quellgebiet des Ellbachs.
Von seiner Quelle führt er nach Norden nach Ellwangen und fließt entlang der L300 durch Wirrenweiler und an Emishalden vorbei bevor er bei Spindelwang in die Rot mündet welche über die Donau in das Schwarze Meer entwässert.

## Nebenflüsse
- Triebwerkskanal Huber 0,282 km in Wirrenweiler[6]
- Tristolzer Bach, 4,094 km, von Westen kommend[7]

## Trivia
Die Ellwanger Narrenzunft Bawaldbohle hat ihren Namen von diesem Wald.